# Kristina Šmigun-Vähi
Kristina Šmigun-Vähi (Tartu, 23 febbraio 1977) è un'ex fondista estone.
Fino al 2007 ha gareggiato come Kristina Šmigun. Ai XX Giochi olimpici invernali di Torino 2006 si è laureata campionessa olimpica della 15 km a inseguimento, divenendo così la prima donna a vincere un oro ai Giochi olimpici invernali per l'Estonia (e la seconda in assoluto ai Giochi olimpici, dopo Erika Salumäe a Barcellona 1992).
È sorella di Katrin e cugina di Aivar Rehemaa, a loro volta fondisti di alto livello.

## Biografia
In Coppa del Mondo ha esordito il 27 novembre 1994 nella 5 km a tecnica classica di Kiruna (25ª), ha ottenuto il primo podio il 27 dicembre 1998 nella sprint a tecnica libera di Garmisch-Partenkirchen (2ª) e la prima vittoria il 12 gennaio 1999 nella 15 km a tecnica libera di Nové Město na Moravě. Nella stagione 1998-1999 si è aggiudicata la Coppa del Mondo di lunga distanza e nella successiva quella di media distanza.
In carriera ha partecipato a cinque edizioni dei Giochi olimpici invernali (Lillehammer 1994, Nagano 1998, Salt Lake City 2002, Torino 2006 e Vancouver 2010), vincendo due ori e un argento, e a sette dei Campionati mondiali, vincendo un oro, tre argenti e due bronzi.
Si è ritirata dalle competizioni al termine della stagione 2010.

## Palmarès

### Olimpiadi
- 3 medaglie:
  - 2 ori (7,5 km tecnica classica + 7,5 km tecnica libera, 10 km tecnica classica a Torino 2006)
  - 1 argento (10 km. tecnica libera a Vancouver 2010)

### Mondiali
- 6 medaglie:
  - 1 oro (inseguimento a Val di Fiemme 2003)
  - 3 argenti (15 km[2] a Ramsau am Dachstein 1999; 10 km, 15 km a Val di Fiemme 2003)
  - 2 bronzi (30 km[2] a Ramsau am Dachstein 1999; 30 km a Val di Fiemme 2003)

### Mondiali juniores
- 6 medaglie:
  - 2 ori (5 km, 15 km a Canmore 1997)
  - 4 argenti (5 km, 15 km a Gällivare 1995; 5 km, 15 km ad Asiago 1996)

### Coppa del Mondo
- Miglior piazzamento in classifica generale: 2ª nel 2000 e nel 2003
- Vincitrice della Coppa del Mondo di media distanza nel 2000
- Vincitrice della Coppa del Mondo di lunga distanza nel 1999
- 47 podi[3], oltre a quelli conquistati in sede olimpica o iridata e validi ai fini della Coppa del Mondo:
  - 16 vittorie
  - 17 secondi posti
  - 14 terzi posti

#### Coppa del Mondo - vittorie
| Data             | Località               | Nazione   | Disciplina  |
| ---------------- | ---------------------- | --------- | ----------- |
| 12 gennaio 1999  | Nové Město na Moravě   | Rep. Ceca | 15 km TL    |
| 10 dicembre 1999 | Sappada                | Italia    | 10 km TL    |
| 28 dicembre 1999 | Garmisch-Partenkirchen | Germania  | Sprint TL   |
| 16 febbraio 2000 | Ulrichen               | Svizzera  | 5 km TL     |
| 3 marzo 2000     | Lahti                  | Finlandia | Sprint TL   |
| 22 dicembre 2001 | Ramsau am Dachstein    | Austria   | 15 km TL MS |
| 2 marzo 2002     | Lahti                  | Finlandia | 10 km TL    |
| 23 novembre 2002 | Kiruna                 | Svezia    | 5 km TL     |
| 4 gennaio 2003   | Kavgolovo              | Russia    | 5 km TL     |
| 22 novembre 2003 | Beitostølen            | Norvegia  | 10 km TL    |
| 29 novembre 2003 | Kuusamo                | Finlandia | 15 km PU    |
| 6 dicembre 2003  | Dobbiaco               | Italia    | 15 km TL MS |
| 21 dicembre 2003 | Ramsau am Dachstein    | Austria   | 15 km PU    |
| 28 novembre 2004 | Kuusamo                | Finlandia | 10 km TC    |
| 18 dicembre 2004 | Ramsau am Dachstein    | Austria   | 15 km TL MS |
| 11 marzo 2007    | Lahti                  | Finlandia | 10 km TC    |

Legenda:

HS = partenza a handicap

MS = partenza in linea

PU = inseguimento

RL = staffetta

TC = tecnica classica

TL = tecnica libera

#### Coppa del Mondo - competizioni intermedie
- 1 podio di tappa:
  - 1 terzo posto